# Alžběta Hesselbladová
Svatá Marie Alžběta Hesselbladová (4. června 1870 Faglavik – 24. dubna 1957 Řím), švédsky Maria Elisabeth Hesselblad, byla švédská zdravotní sestra, která konvertovala ke katolicismu a obnovila řád brigitinek.

## Život
Pocházela z tradiční protestantské rodiny. Kvůli špatné ekonomické situaci se její rodina musela často stěhovat. Alžběta v 18 letech emigrovala do Ameriky. Začala pracovat v New Yorku a posílat rodině finanční podporu. Studovala zdravotnictví na Manhattanu a do roku 1888 pracovala jako zdravotní sestra. Chodila ošetřovat nemocné a staré lidi do jejich domovů a setkávala se i s obyvateli katolického vyznání. Začala se více zajímat o katolickou církev a Krista. V roce 1902 konvertovala, přijala první svaté přijímání a byla biřmována v Římě. V Římě bydlela v karmelitánském Domě sv. Brigity Švédské a požádala papeže Pia X. o povolení k obnovení řádu Brigitinek. Dostala povolení k trvalému užívání římského Domu a kostela sv. Brigity. Založila nadaci brigitinek v Indii. Během II. světové války ukrývala pronásledované židy. Za tuto činnost jí společnost Yad Vashem udělalila vyznamenání „Spravedlivý mezi národy“. Blahořečena byla 9. dubna 2000 papežem Janem Pavlem II. a svatořečena 5. června 2016 papežem Františkem.